# Cvrčilka zelená
Cvrčilka zelená (Locustella naevia) je malým druhem pěvce z čeledi cvrčilkovitých (Lucestellidae).

## Popis
- Délka těla: 12–14 cm
- Rozpětí křídel: 15–19 cm
- Hmotnost: 14–20 g.

Svrchu je olivově hnědá s podélným tmavým skvrněním, spodinu těla má žlutavě bílou a končetiny růžové. Spodní strana dlouhého zaobleného ocasu je tmavě skvrnitá. Obě pohlaví jsou zbarvena stejně.

## Hlas
Zpěv, kterým se často ozývá i v noci, je tvořen jednoduchým cvrčivým „sirrrrrrrrr“ připomínajícím cvrkot kobylky.

## Rozšíření
Cvrčilka zelená hnízdí v rozmezí od západní Evropy až po řeku Jenisej a jihovýchodní část pohoří Altaj. Severně zasahuje po jižní Finsko, jižně pak po severní Španělsko, jižní Francii, Rumunsko a podél severního pobřeží Černého moře po Ural. Je tažná se zimovišti v tropické Africe. Ve střední Evropě se vyskytuje od dubna do září.

## Výskyt
Žije skrytě na vlhkých loukách, rašeliništích a v bažinách s hustým bylinným patrem a alespoň několika keři nebo mladými stromy.
Na území České republiky hnízdí v počtu 15–30 tisíc párů.

## Potrava
Živí se hlavně hmyzem, ale požírá i jiné bezobratlé, včetně pavouků.

## Hnízdění

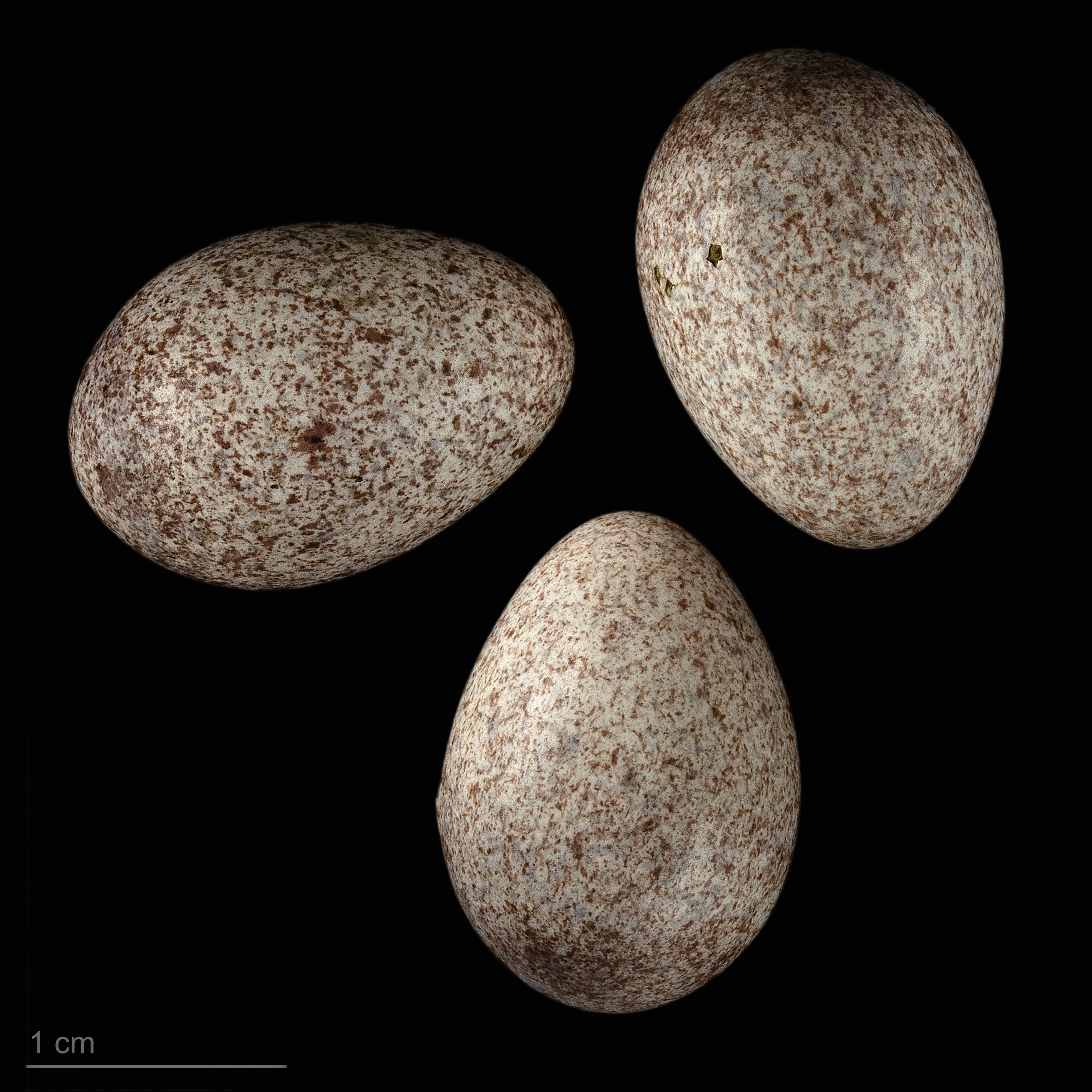
Locustella naevia

Monogamní druh hnízdící 1x až 2x ročně od května do září. Miskovité hnízdo spletené z travin a listů staví dobře skryté při zemi v husté vegetaci. V jedné snůšce je 5–6 světlých, drobně hnědě skvrnitých vajec o velikosti 18,2 x 13,1 mm. Inkubační doba trvá 13–15 dnů, na vejcích sedí střídavě oba ptáci. Mláďata hnízdo opouští ve věku 10–12 dnů. Dospělí ptáci přitom do hnízda nelétají přímo, nýbrž přistávají v jeho okolí a dostávají se pak k němu až ve skrytu husté vegetace, čímž zabraňují prozrazení jeho polohy.